# Jimmy Janssens
Jimmy Janssens (ur. 30 maja 1989 w Herentals) – belgijski kolarz szosowy.

## Osiągnięcia
Opracowano na podstawie:

2007
- 2. miejsce w Omloop der Vlaamse Gewesten

2011
- 2. miejsce w Vuelta a la Comunidad de Madrid U23

2012
- 2. miejsce w Flèche Ardennaise

2016
- 1. miejsce w klasyfikacji górskiej Flèche du Sud
- 1. miejsce w klasyfikacji górskiej Ronde de l’Oise
- 1. miejsce w klasyfikacji górskiej Ster ZLM Toer

2017
- 1. miejsce na 1. etapie Tour de Savoie Mont Blanc

2018
- 3. miejsce w Tour de Taiwan
  - 1. miejsce w klasyfikacji górskiej
- 3. miejsce w Volta Limburg Classic
- 2. miejsce w Flèche Ardennaise
- 3. miejsce w Flèche du Sud
  - 1. miejsce na 4. etapie
- 1. miejsce na 3. etapie Kreiz Breizh Elites
- 3. miejsce w Druivenkoers-Overijse

2019
- 3. miejsce w Étoile de Bessèges
- 3. miejsce w Tour Alsace
- 2. miejsce w Memorial Rik Van Steenbergen

## Rankingi
| Rok             | 2011 | 2012 | 2013 | 2014 | 2015 | 2016  | 2017 | 2018 | 2019 | 2020 | 2021  | 2022 | 2023  | 2024  |
| --------------- | ---- | ---- | ---- | ---- | ---- | ----- | ---- | ---- | ---- | ---- | ----- | ---- | ----- | ----- |
| World Ranking   |      |      |      |      |      | 2198. | 753. | 167. | 299. | 688. | 1988. | 725. | 1566. | 1533. |
| UCI Europe Tour | 400. | 361. | -    | 681. | 816. | 1461. | 485. | 76.  | 245. | 554. | 1346. | 554. | -     | -     |
| UCI Asia Tour   | -    | -    | -    | -    | -    | -     | 448. | 128. |      |      |       |      |       |       |
|                 |      |      |      |      |      |       |      |      |      |      |       |      |       |       |
| Źródło: UCI     |      |      |      |      |      |       |      |      |      |      |       |      |       |       |